# 아리마구치역
아리마구치역(일본어: 有馬口駅, ありまぐちえき)은 일본 효고현 고베시 기타구에 있는 고베 전철의 역이다. 역 번호는 KB15이다. 해발 293m이다.
본 역에서 산다 선이 분기하고, 열차 운용 상의 중요한 역이기도 하다.

## 이용 가능 철도 노선
- 고베 전철
  - 아리마 선
  - 산다 선

본 역은 산다 선의 기점이 되고 있지만, 운전 계통상에서 아리마 선 신카이치 방면에서 열차의 대부분이 산다 선으로 들어가기 때문에, 아리마 선 아리마온센 방면이 실질적으로 지선 취급이 되고 있다.

## 역사
- 1928년 11월 28일: 고베 아리마 전기철도 미나토가와 ~ 전철 아리마(현, 아리마온센) 간이 개통했을 때 가라토역으로 영업 개시.
- 1947년 1월 9일: 고베 아리마 전기철도와 미키 전기철도가 회사 합병하여 신아리미키 전기철도의 역이 됨.
- 1951년 3월 20일: 아리마온센구치역으로 역명 변경.
- 1954년 9월 1일: 아리마구치역으로 변경되어 현재에 이르게 됨.
- 2006년
  - 1월 22일: 구내에서 탈선 사고 발생, 2월 3일에도 비슷한 사고 발생.
  - 11월 25일: 1번 선 사용 재개로 산다 선은 사고 전의 운행으로 복귀됨.
- 2013년
  - 5월 28일: 구내에서 탈선 사고 발생.
  - 6월 1일: 운행 재개, 그에 따라 신카이치 ~ 아리마온센 간 직통 운행 중단.
- 2014년 6월 28일: 배선 변경 공사 완료에 따라, 다이아 개정을 실시하여 신카이치 ~ 아리마온센 간 직통 운행 재개.

## 역 구조
섬식 승강장 2면 4선의 지평역이다. 승강장 유효 길이는 4량이다. 역사는 하행선 측 산다 방향에 있으며 상행선 측 산다 방향에도 무인 개찰구가 있다. 이들의 개표와 각 승강장 사이는 구내 건널목으로 건너갈 필요가 있다.
무인 개찰구에는 매표기가 없어 입장 시에는 발급기에서 "발송 역증"을 취하고 입장하는 구내 건널목 경유에서 본 역사에 돌아 승차권을 구입한다. 또한, 구내 통행증으로 역 구내의 통행이 가능하게 되어 있다.
이전에는 아리마온센 방면과 산다 방면의 중요한 환승역에도 불구하고 발차 안내표가 아닌 자동 방송이 고정 음성의 것뿐이었지만, 2008년까지 고베 전철 최초의 풀 컬러 LED발차표가 승강장에 설치되고, 동시에 자동 방송도 상세화되었다. 또한, 외국인의 아리마 온천 관광객에 대한 배려 차원에서, 영어에 의한 자동 방송도 이루어지고 있다. 이는 고베 전철에서 최초이다.

### 승강장
| 1 | ■ 산다 선(하행)   | 요코야마・산다 방면                             |
| 2 | ■ 아리마 선(하행) | 아리마온센 방면                                 |
| 3 | ■ 아리마 선(하행) | 다니가미・스즈란다이・미나토가와・신카이치 방면 |
| 4 | ■ 아리마 선(하행) | 아리마온센 방면                                 |
| 4 | ■ 아리마 선(상행) | 다니가미・스즈란다이・미나토가와・신카이치 방면 |

- 신카이치 방면에서는 1,2번 선에, 아리마온센 방향으로는 2,4번 선에, 산다 방면은 1,3번 선에 입선한다. 출발에 대해서는 아리마온센으로는 2,4번 선에서, 산다 방면으로는 1,3번 선에서, 신카이치 방면에서는 3,4번 선에서 발차하다. 배선 상 4번 선은 산다 방면으로 이어지지 않고, 아리마온센의 신카이치 행 또는 당역 회송 열차만 사용한다. 따라서, 산다 방면의 신카이치 행은 모두 3번 선을 사용한다.

- 낮에는 1번 선에 산다 행, 3번 선에 신카이치 행, 4번 선에 아리마온센 행이 정차한다.

## 역 주변
- 아리마 가도

## 사진

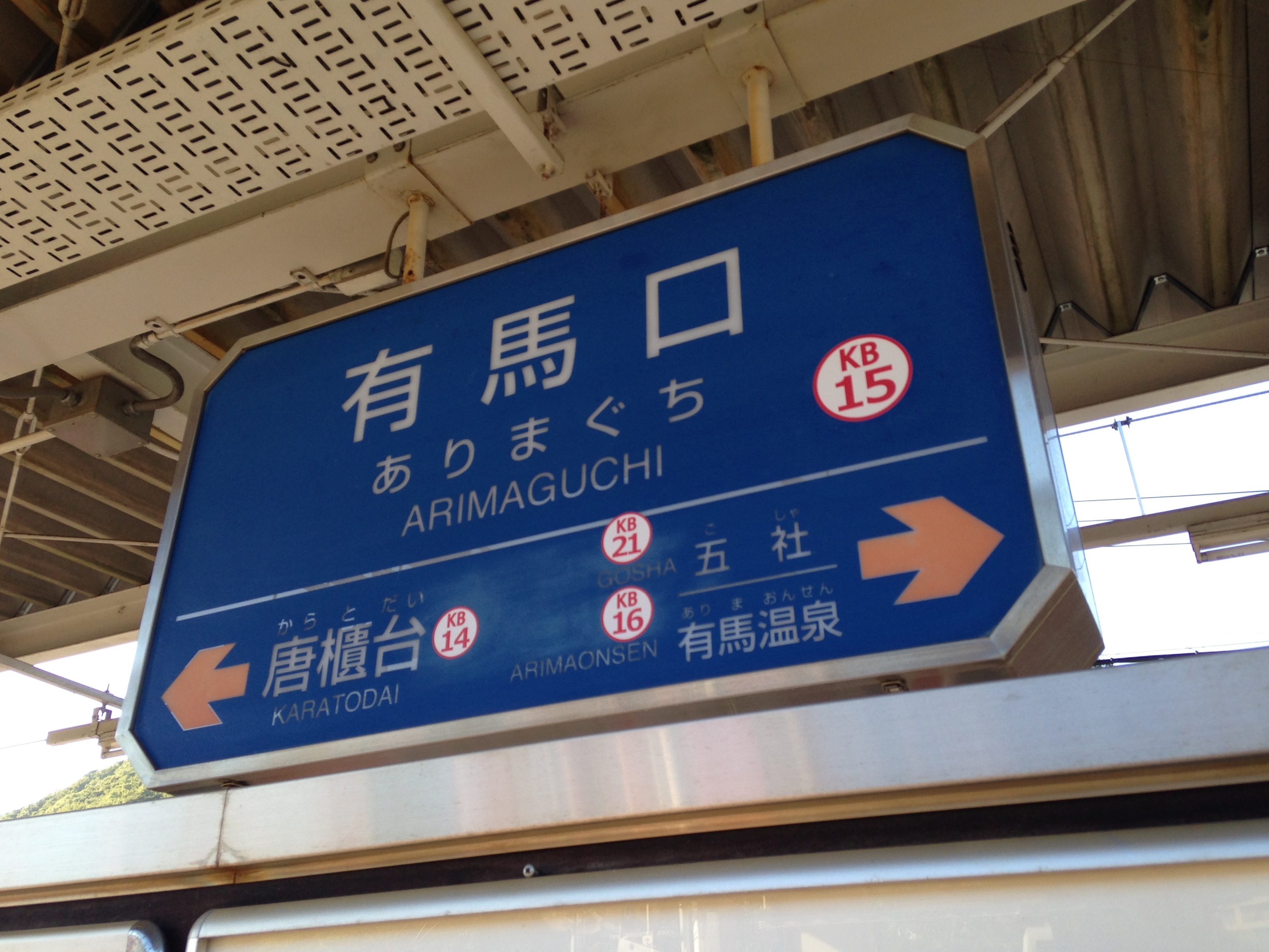
역명판

## 인접역
| 고베 전철 아리마 선                      | 고베 전철 아리마 선  | 고베 전철 아리마 선             |
| ---------------------------------------- | -------------------- | ------------------------------- |
| KB14 가라토다이 신카이치 방면            | ■ 준급 ■ 보통        | 아리마온센 KB16 아리마온센 방면 |
| 고베 전철 산다 선                        |                      |                                 |
| KB14 가라토다이(아리마 선) 신카이치 방면 | ■ 급행 ■ 준급 ■ 보통 | 고샤 KB21 산다 방면             |